# Міжнародна реакція на Євромайдан

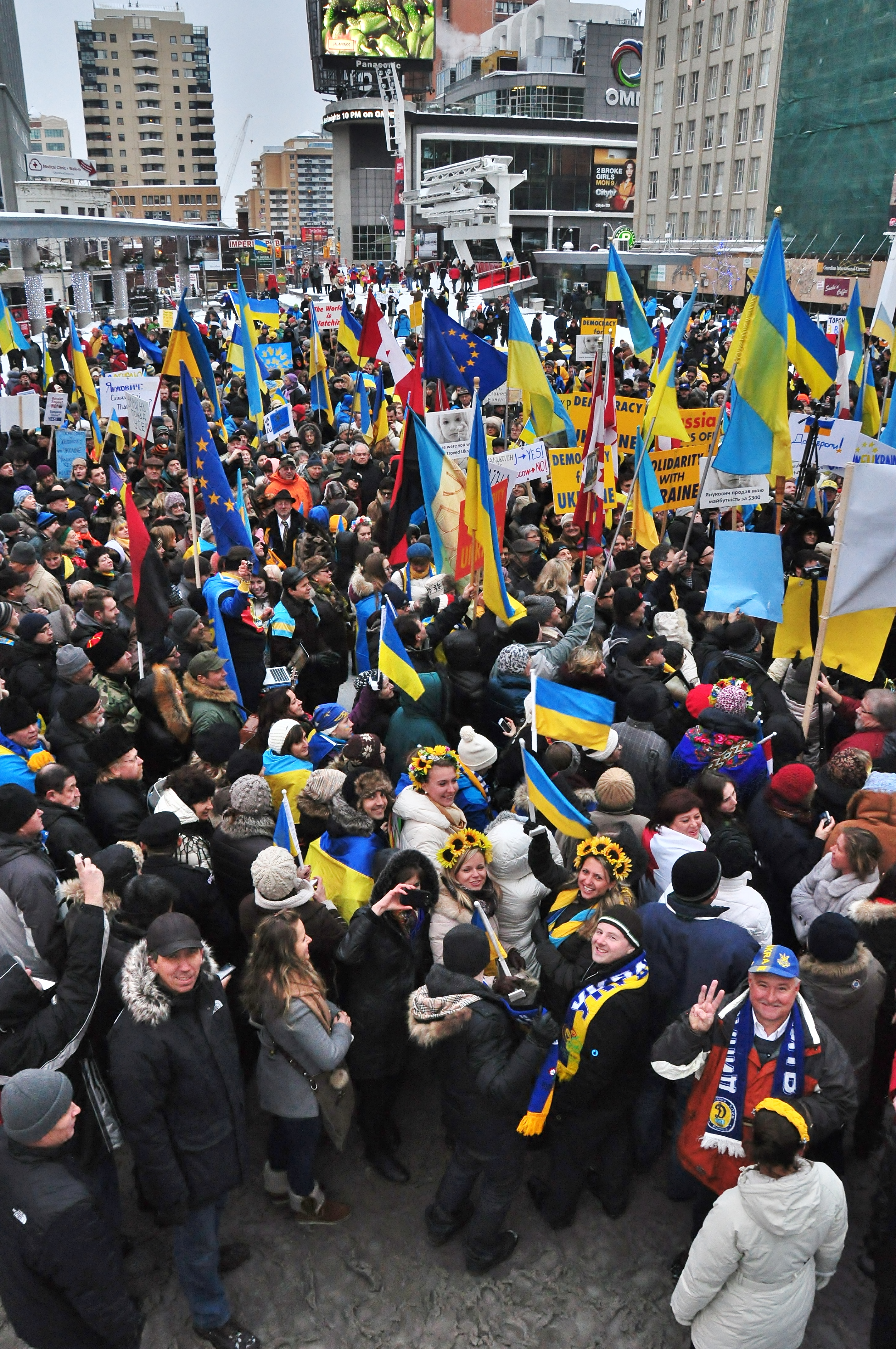
Євромайдан в Торонто 15 грудня 2013 року

Нижче наводиться реакція міжнародної спільноти на Євромайдан. Євромайдан був хвилею демонстрацій та протестних акцій в Україні, які розпочалися в ніч на 21 листопада 2013 року після припинення урядом України підготовки до підписання Угоди про асоціацію та глибокої і всеосяжної угоди про вільну торгівлю з Європейським Союзом.

## Офіційні реакції

### Наднаціональні організації
- Європейський Союз — європейський комісар з питань розширення та європейської політики сусідства Штефан Фюле 26 листопада 2013 заявив: «Я радий що демократія в Україні досягла того моменту коли люди можуть вільно збиратися та висловлювати свою позицію, особливо з питання яке є таким важливим для їхнього майбутнього, майбутнього України».[2] Елмар Брок та Яцек Саріуш-Вольський, депутати Європейського парламенту відповідальні за східне партнерство, того ж дня попередили український уряд не використовувати силу проти проєвропейських протестувальників, "інакше будуть серйозні наслідки".[3]

30 листопада Штефан Фюле та Верховний представник ЄС Кетрін Ештон оприлюднили спільну заяву, в якій засудили "надмірне використання сили минулої ночі поліцією в Києві для розгону мирних протестувальників, які протягом останніх днів сильно та безпрецедентно висловлювали свою підтримку. політичній асоціації та економічній інтеграції України з ЄС".
9 грудня інформаційне агентство Інтерфакс-Україна повідомило, що працівники Представництва Європейського Союзу в Україні були присутніми на мітингах на Майдані Незалежності, і "спостерігали за тамтешніми подіями".
Президент Європейського Парламенту Мартін Шульц 9 грудня опублікував твіт, в якому заявив: «Я сподіваюся, що Янукович закінчить власну версію зимових ігор і почне дослухатись до легітимних голосів, що надходять з Майдану».
Гі Вергофстадт, лідер фракції Альянсу лібералів і демократів за Європу в Європейському парламенті, заявив, що в середині січня 2014 року Євромайдан "є найбільшою проєвропейською демонстрацією в історії Європейського Союзу".

### Міжнародні організації
- ООН — Пан Гі Мун, Генеральний секретар Організації Об'єднаних Націй, 3 грудня заявив: «Я закликаю всі сторони діяти стримано, уникати будь-якого подальшого насильства та дотримуватись демократичних принципів свободи вираження та мирних зібрань».[8]
- НАТО — коли його спитали про "тиск на Україну", Генеральний секретар НАТО Андерс Фог Расмуссен 28 листопада заявив: «Якщо хтось здійснює тиск на Україну з метою завадити їй зробити вільний вибір того, з ким вона будуватиме стосунки, то це буде суперечити принципам, під якими ми підписались багато років тому, в 1999 році, коли був підписаний документ ОБСЄ, за яким кожна окрема країна має право сама вирішувати питання що стосуються неї. Ми будемо дотримуватись цього принципу, і ми сподіваємось що всі інші країни, які підписали цей документ, робитимуть те саме».[9] Пізніше, 3 грудня, Расмуссен заявив: «Я рішуче засуджую надмірне використання сил поліції, яке ми побачили в Києві. Я очікую що всі партнери НАТО, включно із Україною, дотримуватимуться фундаментальних демократичних принципів, включно із свободою зібрань та свободою висловлення».[10]

3 грудня на засіданні міністрів закордонних справ країн-членів НАТО було опубліковано заяву, в якій засуджувалося "застосування надмірної сили проти мирних демонстрантів в Україні" і в якій був заклик "усім сторонам [...] утримуватися від провокацій та насильства". Зібрані міністри "закликали Україну, як державу що наразі головує в ОБСЄ, повністю дотримуватися своїх міжнародних зобов'язань та підтримувати свободу вираження поглядів та зібрань. Ми закликаємо уряд та опозицію до діалогу та започаткування процесу реформ". Крім того, там було сказано що "наше [НАТО-Україна] партнерство буде продовжуватися на основі цінностей демократії, прав людини та верховенства права".
- ОБСЄ — 2 грудня представниця ОБСЄ з питань свободи медіа Дуня Міятович заявила про свою стурбованість розмахом насильства, яке застосовується до ЗМІ під час демонстрацій.[12]
- Рада Європи — Комітет Ради Європи з питань запобігання тортурам виявив навмисне жорстоке поводження під час затримання протестувальників з Євромайдану.[13]

### Держави
- Австралія — 12 грудня Міністр закордонних справ Австралії Джулі Бішоп закликала українську владу проявляти максимальну стриманість щодо протестів, забезпечити повне дотримання Україною міжнародних зобов'язань щодо свобод зібрань та вираження поглядів та "прислухатися до голосів та прагнень українського народу"..[14]
- Болгарія — Президент Болгарії Росен Плевнелієв 29 листопада порадив українським політикам "дослухатись до голосу народу", коментуючи масштабні протести проти рішень українського уряду.[15]
- Канада — Міністр закордонних справ Канади Джон Берд 30 листопада зробив офіційну заяву: «Канада рішуче засуджує сьогодншнє неприпустиме застосування насильства українською владою до мирних протестувальників на Майдані Незалежності. Ці демонстранти просто хочуть ближчої асоціації з Європейським Союзом. Свобода слова та свобода зібрань є основними принципами будь-якої справді демократичної країни. Ми закликаємо уряд України поважати та справді захищати права своїх громадян висловлювати свою думку вільно, відповідно до принципів Організації з безпеки та співробітництва в Європі. Канада стоятиме разом з народом України, щоб будувати суспільство, засноване на свободі, демократії, правах людини та верховенстві права».[16]

4 грудня міністр закордонних справ Берд зустрівся з "представниками опозиції та представниками громадянського суспільства", перебуваючи в Києві на саміті групи безпеки ОБСЄ, і заявив, що уряд Канади «докладає тут зусиль, бо Україна має значення, тому що Канада вірить в цінності українського народу, і ми хочемо зробити все можливе, щоб підтримати їх у їхніх прагненнях. [...] Ми вважаємо, що це рішення є значною втраченою можливістю на шляху України до міцного демократичного розвитку та економічного процвітання». Він завершив словами що Канада "прагне співпрацювати з народом України для демократичного розвитку, і це є довготривалим завданням". Берд також підтвердив, що канадський уряд направить "пару десятків" спостерігачів на повторні вибори народних депутатів України 15 грудня 2013. 5 грудня, перш ніж виїхати з Києва, Джон Берд відвідав протестувальників на Майдані Незалежності.
Перебуваючи в Преторії на похованні Нельсона Мандели 11 грудня, прем'єр-міністр Стівен Харпер опублікував заяву, засудивши дії Беркута проти протестувальників Євромайдану рано вранці цього дня як "недемократичні та надмірні" та "особливо тривожні". У своїй заяві Гарпер зазначив, що "Канада та міжнародна спільнота розраховують, що українська влада поважатиме та захищатиме права своїх громадян, включаючи право вільно висловлювати свою думку", додавши: "Канада стоїть разом з українським народом у цей важкий час і ми будемо продовжувати наполегливо протистояти всім зусиллям щодо придушення їх прав і свобод" завершуючи тим, що уряд Канади "як і союзники-однодумці будуть уважно стежити за розвитком подій та розглядати всі наявні варіанти".

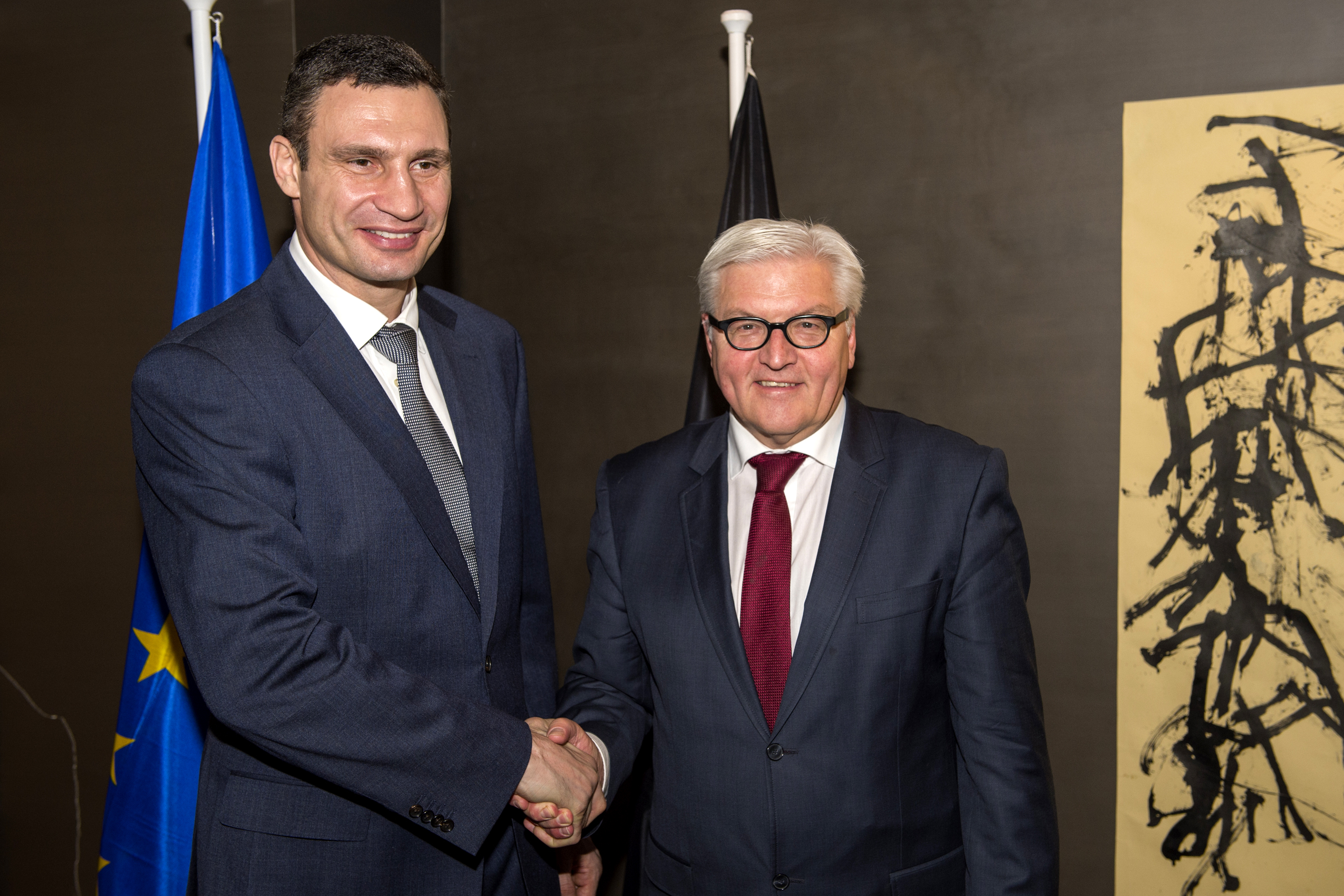
Один з лідерів української опозиції Віталій Кличко зустрівся з міністром закордонних справ Німеччини Франком-Вальтером Штайнмаєром на Мюнхенській конференції з безпеки 2014 року.

- Колумбія — міністерство закордонних справ від імені уряду країни випустило пресреліз, в якому було висловлено "глибоке занепокоєння ситуацією в Україні", а також висловлено жаль з приводу "актів насильства, які відбулись за останні декілька днів". В цьому самому документі уряд Колумбії закликав уряд України "гарантувати безпеку, права людини і фундаментальні свободи своїх громадян".[21]
- Німеччина — федеральний канцлер Ангела Меркель 27 листопада прокоментувала ситуацію: «Європейський Союз та Німеччина мають поговорити з Росією. Холодна війна вже закінчилась».[22] 2 грудня міністр закордонних справ Гідо Вестервелле заявив що масштабні протести показали що "серце українського народу б'ється по європейському".[23]

18 грудня, на наступний день після підписання фінансової угоди між Україною та Росією, новий міністр закордонних справ Франк-Вальтер Штайнмаєр заявив: «Це абсолютно скандально, як Росія використовувала економічні проблеми України для своїх власних цілей, а також для недопущення підписання Угоди про асоціацію з ЄС [...] Звичайно, жорстокі дії українських силовиків проти мирних демонстрантів також були скандальними».
4 лютого 2014 року Штайнмаєр заявив в інтерв'ю ARD, що якщо українська влада не знайде політичного вирішення кризи, то "я думаю, ми повинні зараз пригрозити санкціями [проти українського уряду]".
- Угорщина — 5 грудня державний секретар закордонних справ Угорщини Шолт Немет засудив насильство, особливо те, яке було здійснене урядовими силами, і нагадав що жодна державане має права втручатися у справи інших держав.[26]
- Ізраїль — Посольство Ізраїлю в Україні опублікувало заяку із таким вмістом: «Ізраїль високо оцінює боротьбу українського уряду проти антисемітизму та сподівається що він рішуче засуджуватиме і запобігатиме таким нападам».[27]
- Латвія — міністр закордонних справ Латвії Едгар Рінкевичс опублікував твіт із такою заявою: «Тривожні новини з України. Я засуджую насильство міліції проти проєвропейських демонстрантів у Києві».[28]
- Литва — Президент Литви Даля Грибаускайте 11 грудня заявила: «Застосування сили проти мирних протестувальників у Києві є необґрунтованим. Пряма відповідальність за це лежить на українських політичних лідерах». Прем'єр-міністр Литви Альгірдас Буткявічюс 10 грудня заявив: «Від імені литовського уряду, я висловлюю занепокоєння уряду України щодо ситуації в країні, і щодо заведення військових сил до центру Києва, і щодо наявної загрози використання сили проти неозброєних цивільних», а також закликав «Прем'єр-міністра України відповідально поставитись до ситуації та почати діалог з опозицією якомога раніше щоб досягти мирного вирішення».[29]

В березні 2014 року посол Литви в США Жиґімантас Павіліоніс в інтерв'ю на телепередачі «Savaitė» телеканалу LRT заявив: «Зрештою, те, що сталося на українському Майдані та загалом в усій країні, я особисто називаю другим знесенням Берлінської стіни. Вперше слов'янська держава захистила право на свою свободу цілком добровільно. Це серйозна трансформація та серйозна надія, що життя на сході та на заході колись буде однаковим. Я твердо вірю, що Росія, яка є європейською країною, росіяни як частина європейської цивілізації, рано чи пізно підуть цим шляхом».
- Росія — 22 листопада 2013 року Володимир Путін звинуватив Європейський Союз в шантажуванні України щоб примусити її підписати Угоду про асоціацію, "включно із організацією масових протестів".[31] Після нападу силовиків на протестувальників у ніч з 30 листопада на 1 грудня, Путін заявив, що "події в Україні більше схожі на погром, ніж на революцію". Він також звинуватив "зовнішніх гравців" в організації протестів, які він сприймав як спробу скинути "легітимних" українських політичних лідерів.[32] На телеканалі RT Путін заявив що «українська опозиція або не контролює ситуацію, або є прикриттям для екстремістської діяльності».[33]

Міністр закордонних справ Сергій Лавров 5 грудня заявив, що "інші країни не повинні втручатися в політичну кризу в Україні".
12 грудня Державна Дума ухвалила резолюцію, в якій говорилося, що «Несанкціоновані мітинги, облога адміністративних будівель, захоплення влади, насильство та знищення пам'яток історії призводять до дестабілізації в країні і загрожують погіршенням економічної ситуації та політичними наслідки для народу України. Особливе занепокоєння викликає відверте втручання іноземних чиновників у справи суверенної України, що суперечить будь-яким міжнародним нормам. Деякі західні політики, які виступають на мітингах опозиціонерів, висловлюють явні заклики до повстання проти рішень, прийнятих законно обраною владою країни. Таким чином, вони роблять руйнівний внесок у погіршення політичної ситуації».
12 грудня прем'єр-міністр Дмитро Медведєв попередив про "тектонічний розкол", що загрожує існуванню України як держави.
14 грудня міністр закордонних справ Лавров заявив в інтерв'ю телеканалу Росія-24, що Євромайдан "не входить у рамки нормального людського аналізу. Я не сумніваюся, що за цим стоять провокатори. Той факт, що наші західні партнери, схоже, втратили відчуття реальності, дуже сумує".
21 грудня 2013 року міністр закордонних справ Сергій Лавров заявив, що "члени декількох європейських урядів без будь-якого запрошення кинулися на Майдан і взяли участь в антиурядових демонстраціях", і що це "просто непристойно". Посилаючись на недавні прояви насильства, Лавров сказав, що "ситуація виходить з-під контролю".
3 лютого 2014 року Міністерство закордонних справ Російської Федерації заявило, що "ми очікуємо, що опозиція в Україні уникатиме погроз і ультиматумів та активізує діалог з владою, щоб знайти конституційний вихід із глибокої кризи в країні".
- Швеція — Посол Швеції в Україні Андреас фон Бекерат написав у Твіттері: «Дуже тривожні повідомлення про жорстокість поліції на Майдані. Насильство проти мирних демонстрантів є неприйнятним і суперечить євроінтеграції».[28] Міністр закордонних справ Швеції Карл Більдт твітнув що «Репресії проти проєвропейських маніфестацій в Києві глибоко хвилюють».[40]
- Велика Британія — Девід Лідінгтон, Міністр із справ Європи та Америки, 30 листопада опублікував заяву, в якій сказав що він "був дуже занепокоєний почути повідомлення про поліцейську жорстокість, яка проявилась під час спроби розігнати мирну демонстрацію в Києві в ранні години цього ранку. Мені відомо що плануються подальші демонстрації цими вихідними. Я закликаю українську владу поважати право на мирний протест та ретельно розслідувати чому сьогодні поліція застосувала насильство".[41]

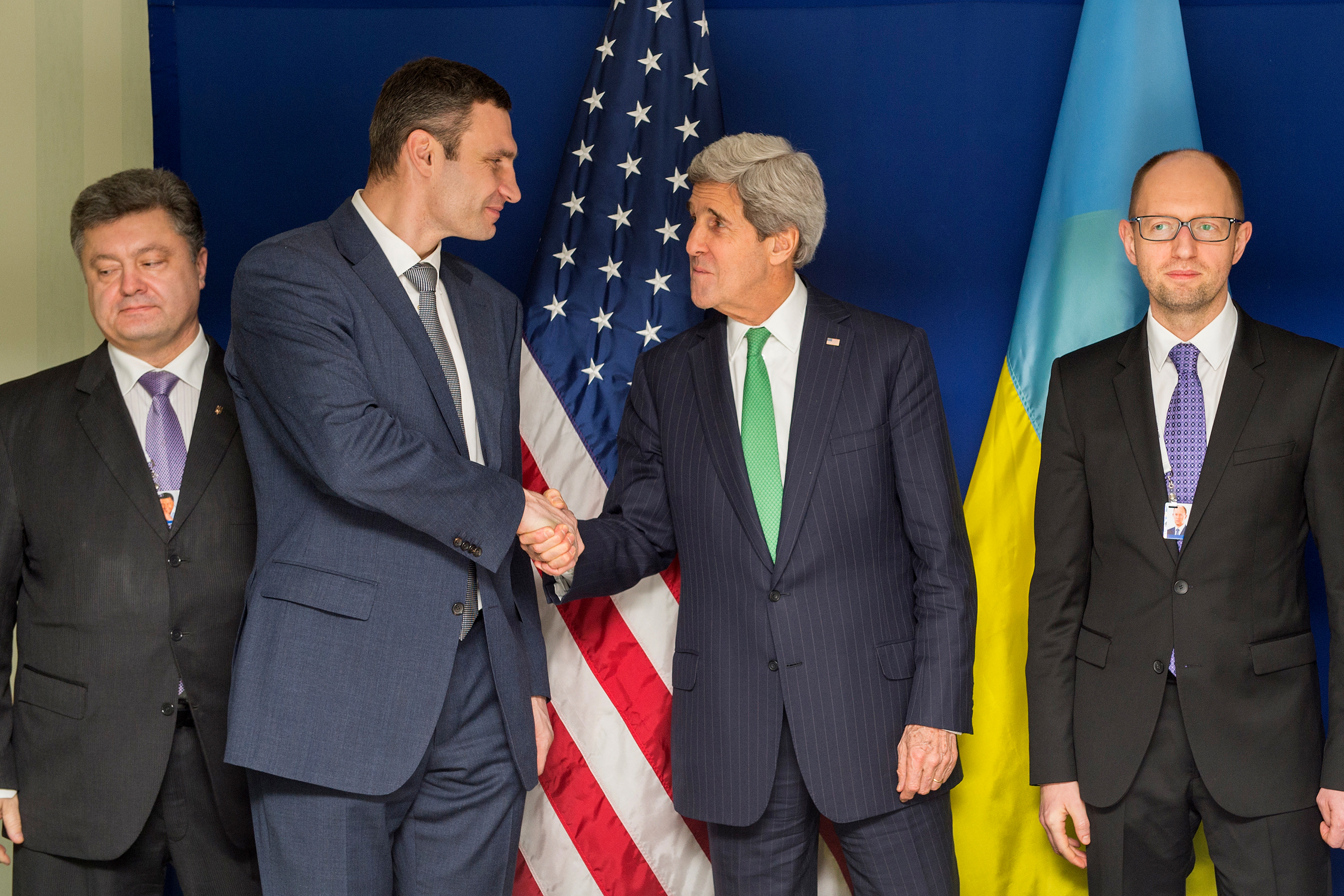
Лідери української опозиції Петро Порошенко, Віталій Кличко та Арсеній Яценюк зустрілися з держсекретарем США Джоном Керрі на Мюнхенській конференції з безпеки 2014 року.

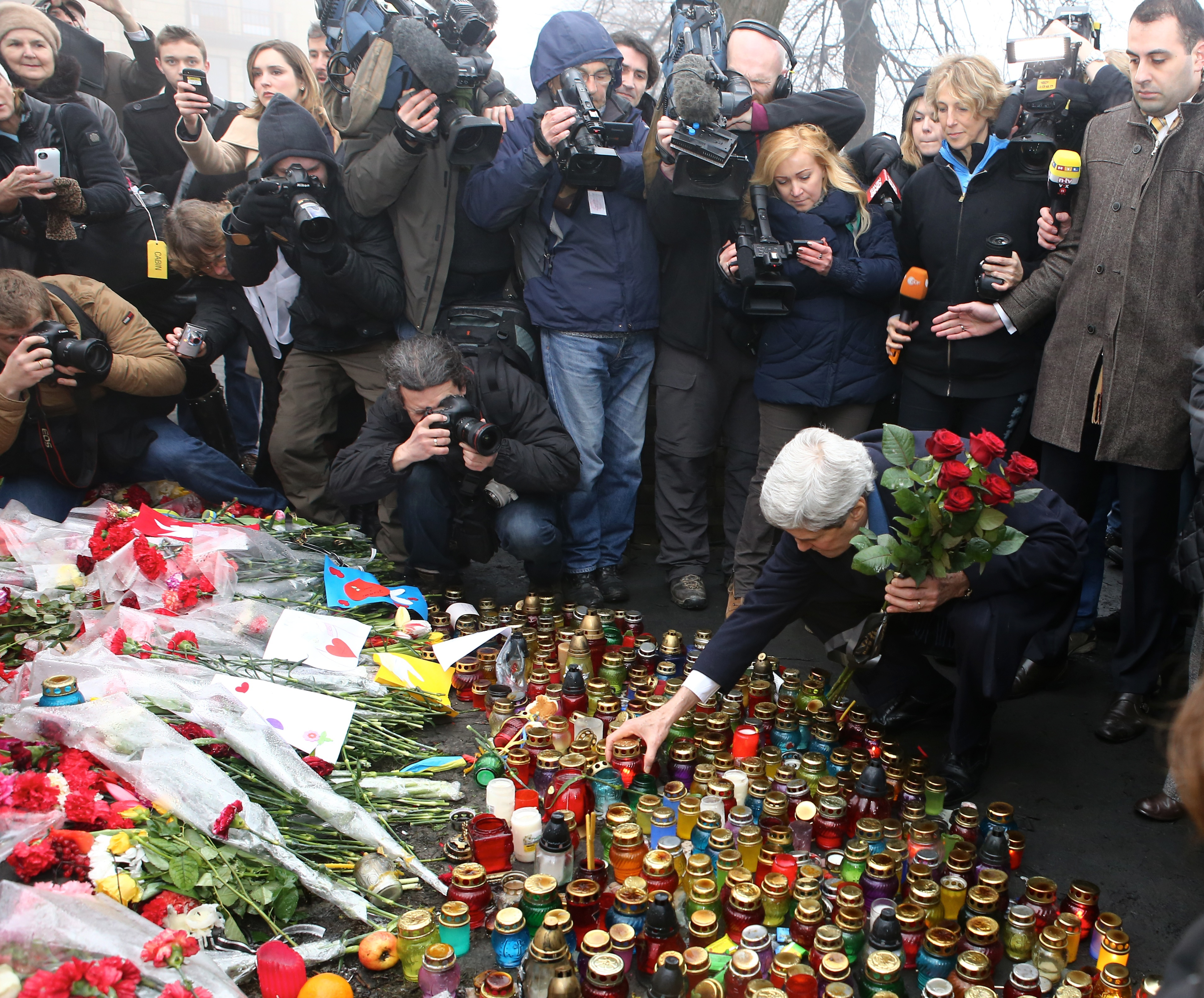
Державний секретар США Джон Керрі кладе троянди біля пам'ятнику загиблим у Києві

- США — Державний секретар США Джон Керрі 28 листопада, в перший день Саміту східного партнерства у Вільнюсі, заявив: «Звичайні громадяни кожної країни-учасниці - Вірменії, Азербайджану, Білорусі, України та Грузії, відіграють провідну роль в продовженні інтеграції в міжнародну спільноту, і це дуже важливо».[42] Після нападів на журналістів 29 листопада Посол США в Україні Джеффрі Пайєтт написав у твіті: «Ми твердо підтримуємо право на свободу слова, преси і зібрань, та засуджуємо сьогоднішні напади на українських журналістів».[43] Також, в інтерв'ю радіостанції Голос Америки він попередив про серйозні наслідки використання сили урядом проти протестувальників, які виступають за європейську інтеграцію України..[44] 2 грудня Прессекретар Білого Дому Джей Карні заявив що Білий Дім не вважає демонстрації в Україні спробою державного перевороту,[32] та заявив що "насильство урядових сил проти мирних демонстрантів в Києві вранці в суботу [30 листопада] було неприпустимим".[45] Пізніше, 3 грудня він додав: «Насильству і залякуванням не маю бути місця в сучасній Україні. Ми продовжимо підтримувати прагнення українського народу досягти процвітаючої європейської демократії. Європейська інтеграція є найвірнішим шляхом для економічного зростання та для посилення демократії в Україні».[8]

Держсекретар Джон Керрі вранці 11 грудня під час сутичок між міліцією та протестувальниками виступив із заявою, заявивши, що «Протягом тижнів ми закликали президента Януковича та його уряд прислухатися до голосів його людей, які хочуть миру, справедливості та європейського майбутнього. Натомість політичні лідери України, схоже, сьогодні ввечері зробили зовсім інший вибір. Ми закликаємо до максимальної стриманості. Життя людини має бути захищеним. Українська влада несе повну відповідальність за безпеку українського народу. Коли церковні дзвони сьогодні лунають серед диму на вулицях Києва, Сполучені Штати стоять поруч з народом України. Вони заслуговують на краще».
Президент США Барак Обама заявив, що Америка сподівається, що переговори з українськими чиновниками та політичною опозицією призведуть до "певного демократичного процесу, який створить уряд з більшою легітимністю та єдністю".

## Неофіційні реакції

### Бійка в грузинському парламенті
В грудні 2013 року пропозиція опозиційного депутата Джорджі Барамідзе до Парламенту Грузії "висловити підтримку прихильникам європейської інтеграції України спеціальною резолюцією та засудити насильство над учасниками мирних мітингів у Києві" була зустрінута зустрічними вимогами від представників парламентської більшості, які вимагали щоб "депутати колишньої правлячої партії Єдиний національний рух дали політичну оцінку насильницьким розгонам мітингів грузинської опозиції у Тбілісі в 2007 та в 2011 роках". Суперечка між депутатами переросла в бійку, в якій ніхто не зазнав серйозних травм. 21 лютого 2014 року, під час щорічного звернення Президента Георгія Маргвелашвілі, грузинські депутати вшанували хвилиною мовчання жертв насильства в Києві, з українськими прапорами виставленими на столах у багатьох депутатів.

### Недержавні організації
- Amnesty International — дослідниця України Хезер Макгілл 30 листопада заявилащо дії міліції проти демонстрантів були "ганебною зневагою до прав людей на мирний протест. Вибравши жорстокий розгін демонстрації рано вранці, українська влада порушила ті самі стандарти та цінності, до яких вони, за їх словами, прагнуть".[50] 6 грудня організація розпочала глобальну акцію з метою забезпечення справедливий судовий розгляд затриманих під час Євромайдану протестувальників.[51]
- Союз українців у Великій Британії закликав до "протесту, який засуджує рішення українського уряду припинити процес інтеграції в ЄС", який мав відбутися опівдні 23 листопада біля Вестмінстерського палацу. Союз також закликав протестувальників зустріти і висловити протест Послові України у Великій Британії.[52]
- Репортери без кордонів заявили що вони «були обурені масштабами насильства над журналістами під час проєвропейських демонстрацій і Києві [...] Частота та тяжкість нападів на журналістів свідчать про свідоме бажання придушити свободу інформації».[53]
- Transparency International заявила: «Подивіться на те, що відбувається в Україні сьогодні. Вони просто не хочуть приймати те, що робить уряд. Вони хочуть прийняти цей європейський вектор розвитку ще й тому, що, роблячи це, уряд став би більш прозорими, а корупція в країні стала би набагато, значно меншою».[54]
- Український конґресовий комітет Америки виступив із заявою, в якій заявив що він "засуджує жорстоку варварську атаку на мирних демонстрантів" та заявив що «Ми закликаємо уряд США та його союзників з ЄС негайно підтвердити свою підтримку українського народу та їхніх прагнень приєднатися до Європейської спільнота демократій. Далі ми закликаємо до негайних економічних санкцій, які включатимуть заморожування активів та візові обмеження для Януковича та його уряду».[55]
- Конґрес Українців Канади також випустив заяву, де висловив незгоду із насильством, яке влада застосовувала щодо протестувальників, і заявив: «Ми просимо всі уряди Заходу негайно ввести цільові економічні санкції проти осіб, відповідальних за ці порушення прав людини в Україні, включаючи заморожування активів та обмеження на отримання віз».[56]

### Політичні партії та політики в інших країнах
- Депутати Європейського парламенту із Європейської демократичної партії 7 грудня відвідали Київ та заявили: «Європейці та українці мають спільне майбутнє, спільну долю. Європейський союз має підтримати українців, які проводять демонстрація задля зближення з Європою».[57]
- Лідери Європейської народної партії, включно із колишнім Президентом Європарламенту Єжи Бузеком, так само 7 та 8 грудня відвідали Київ "щоб висловити підтримку родини Європейської Народної Партії українському народу і їхнім європейським прагненням в світлі протестів Євромайдану". Вони також зустрілися із опозиційними політиками.[58]
- Ярослав Качинський, лідер найбільшої польської опозиційної партії Право і справедливість, заявив про свій намір разом із іншими членами партії з'їздити до Києва 1 грудня, заявивши «Ми віримо що необхідна реакція всього Європейського Союзу, а особливо необхідна реакція Польщі. Всі великі політичні сили в Польщі мають висловитись поки Україна стоїть на роздоріжжі. Це не просто щось пов'язане із Європейським Союзом, ця проблема має значно глибші корені. Ми налаштовані підтримувати все, що веде Україну до Європи, все що посилить і підтримає українську демократію».[59][60]
- Борис Нємцов, співлідер Партії народної свободи, 2 грудня від імені своєї партії заявив: «Ми підтримуємо курс України на європейську інтеграцію [...] Підтримуючи Україну, ми також підтримуємо себе».[61] Чеверо членів регіонального відділення партії в Санкт-Петербурзі поїхали до Києва і приєдналися до Євромайдану 9 грудня, оскільки вони "відчували емоційний імпульс поїхати туди і допомогти прихильникам Угоди про асоціацію з ЄС".[62]
- Джон Маккейн, сенатор Сполучених Штатів, 3 грудня опублікував заяву, в якій сказав: «Очі світу прикуті до України. Українські лідери мають поважати базові права народу, включаючи свободу вираження і зібрань, та утриматись від актів насильства проти мирних демонстрантів [...] Українці не повинні бути змушені вибирати між майбутнім на заході чи на сході. Вони мають бути вільними і самі планувати майбутнє своєї нації, на свій вибір, в найкращих інтересах українських громадян».[63] Маккейн відвідам Майдан Незалежності і виголосив там промову 15 грудня.[64]
- Міхеіл Саакашвілі, колишній Президент Грузії, висловив промову на Євромайдані в Києві 7 грудня: «Перемога України покладе кінець путінському режиму, і в підручниках з історії напишуть, що Російська Імперія припинила існування на Євромайдані».[65]

### Релігійні лідери
- Папа Франциск, виступаючи перед паломниками які зібрались на Площі святого Петра у Ватикані 26 січня 2014 року, сказав що він молиться за жертв сутичок в Україні останніх днів та побажав конструктивного діалогу між урядом та громадськістю.

## Демонстрації і протести на знак солідарності

### Євромайдани по всьому світу
Починаючи з 24 листопада українці та місцеві громадяни українського походження в таких країнах, як Польща, Велика Британія, Німеччина, Франція, Італія, Швеція, Австрія, Чехія, Болгарія, США та Канада організовували в своїх містах акції солідарності із київським Євромайданом. Більше ста українців зібралися в Празі, щоб підтримати Євромайдан в Україні.
Повідомлялося про подібні події 26 листопада у Варшаві, Кракові, Лодзі, Познані, Вроцлаві, Катовицях, Любліні, Ряшеві, Ольштині, Ельблонзі, Замості, Білому Бору, Лондоні, Парижі, Мюнхені, Берліні, Франкфурті, Штутгарті, Будапешті, Осло, Бергені, Стокгольмі, Мальме, Лунді, Відні, Братиславі, Вільнюсі, Тбілісі, Торонто, Вінніпегу, Саскатуні, Едмонтоні, Клівленді, Софії, та Гаазі. Також, заходи підтримки були організовані балтійськими націоналістичними рухами 3 грудня в Талліні, Ризі та Вільнюсі. Крім того, акція підтримки відбулась в Амстердамі 7 грудня.
В Софії болгарські українці та громадяни Болгарії 27 листопада провели акцію на підтримку проєвропейських протестувальників в Україні. Болгарські організатори запропонували зробити пряме включення між українськими протестувальниками та антиурядовими протестувальниками в Болгарії які із середини червня закликають до відставки прем'єр-міністра Пламена Орешарського. За їх словами, обидві країни повинні об'єднатися проти "вічно жадібних олігархів, які насильно підштовхують нас до Росії".
У Вірменії сотні людей промарширували столицею країни містом Єреваном на знак протесту проти візиту Володимира Путіна та щоб висловити свою пітримку проєвропейським протетам в Україні. Місцеві ЗМІ повідомляли що близько сотні протестувальників були затримані поліцією.
1 і 2 грудня в декількох канадських містах проходили мітинги, включаючи Ванкувер, Калгарі, Едмонтон, Саскатун, Реджайну, Вінніпег, Торонто, Оттаву і Монреаль. Протести відбулися також в американських містах Нью-Йорк, Чикаго, Філадельфія, Маямі та Уоррен, штат Мічиган (передмістя Детройта).
8 грудня акції солідарності з Євромайданом відбулися у багатьох містах Північної Америки, включаючи Нью-Йорк, Сан-Франциско, Чикаго, Бостон, Філадельфію, Маямі, Сан-Дієго. 30 грудня під час мітингу Ніагарський водоспад був підсвічений синьо-жовтим на знак підтримки Євромайдану.

В Ташкенті 27 січня перед посольством України зібралися кілька активістів, які підтримували Євромайдан, розмахуючи прапорами України, Грузії та Української повстанської армії. Їх затримала міліція.

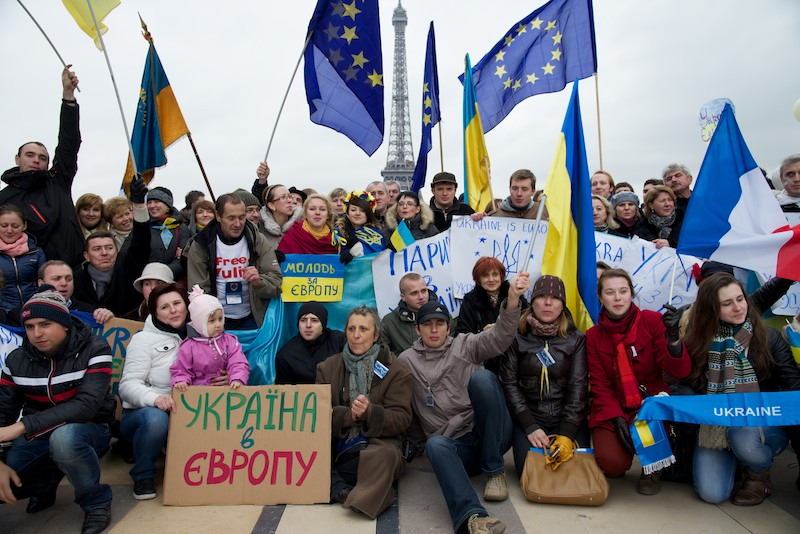
Євромайдан у Парижі (24 листопада 2013)
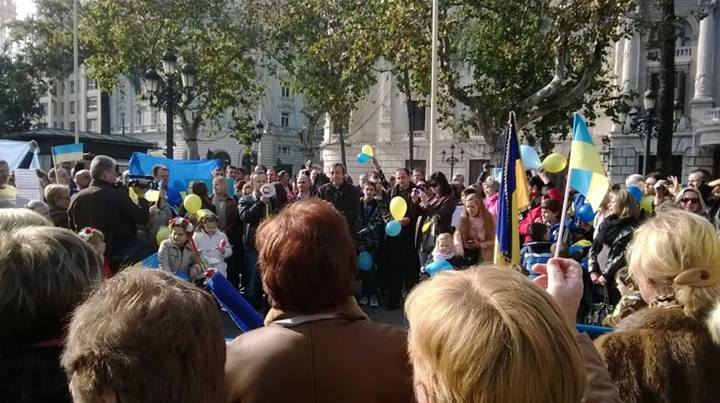
Євромайдан у Валенсії (10 грудня 2013)
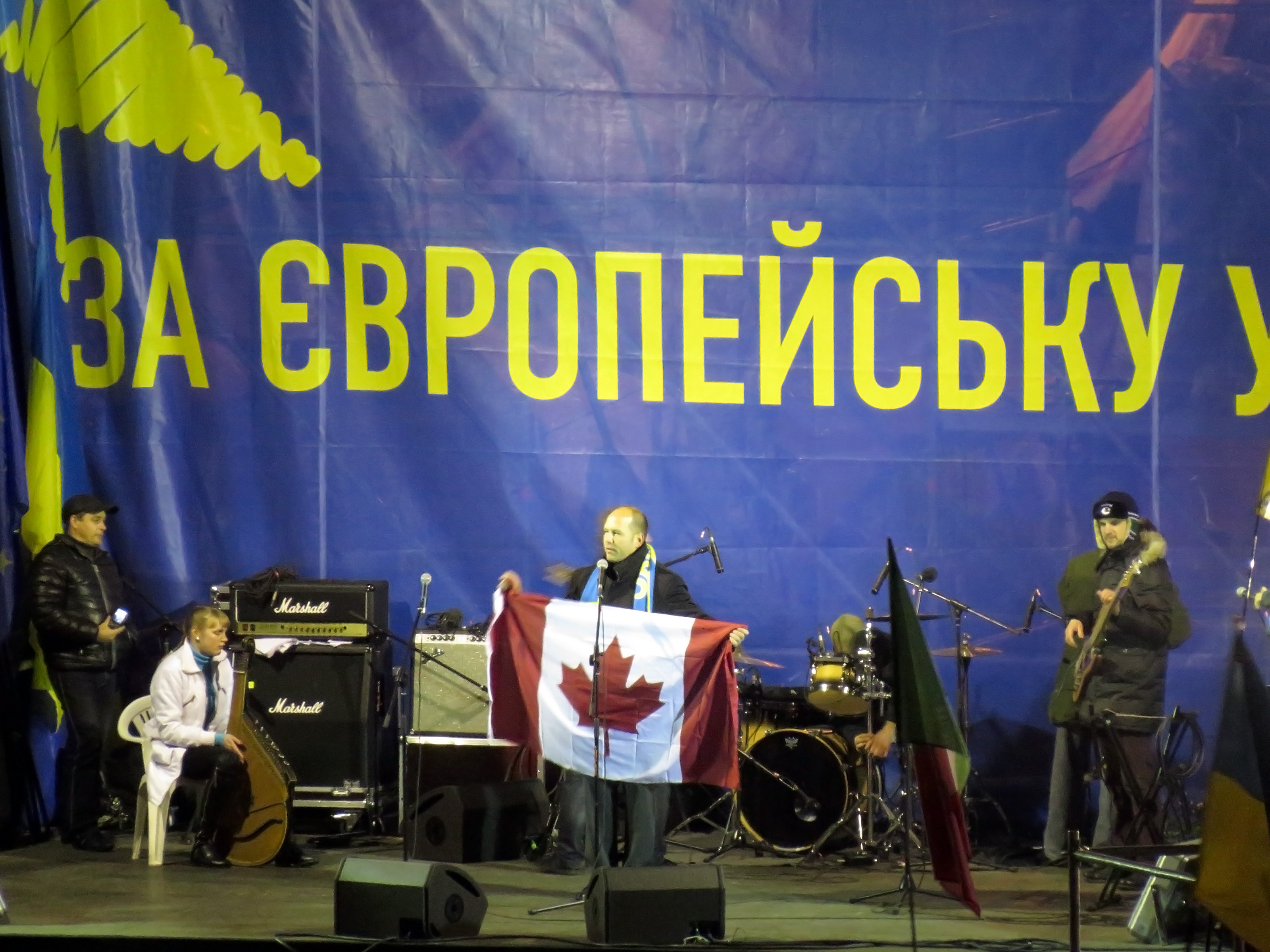
Міністр закордонних справ Канади Джон Берд відвідує Євромайдан

### Польсько-український людський ланцюг
29 листопада 2013 року на польсько-українському прикордонному переході в Медиці поляки та українці створили людський ланцюг як символ солідарності між двома країнами та як знак підтримки проєвропейських протестувальників в Україні.

### Демонстрації в Росії на підтримку Євромайдану
2 грудня прихильники Євромайдану пікетували посольство України в Москві, тримаючи банер з написом "Україна, ми з тобою". 11 учасників, серед яких член Ярославського обласного законодавчого зібрання Борис Нємцов, були затримані поліцією, але пізніше звільнені через "порушення процедури затримання". 5 грудня в Санкт-Петербурзі також відбулася акція на підтримку Євромайдану.

### Підсвічення будівель
Протягом грудня 2013 року Палац культури і науки у Варшаві, будівля «Buffalo Electric Vehicle Company» в Буффало, «Cira Centre» у Філадельфії та будівля мерії Тбілісі були підсвічувались синьо-жовтим кольором як символ солідарності з Україною.

## Російські ЗМІ
|                                             | Коли існування протестів стало вже неможливо заперечувати, вони представили це як іноземну змову. По телебаченню та в Інтернеті домінували дві теми: європейці хочуть нашу історичну територію та всі європейці є геями. Фантазії про секс та домінування замінили інформування та аналіз. |
| — Тімоті Снайдер, «Ukraine: Putin's Denial» | |

### Телебачення
Як повідомляє Радіо Свобода, репортажі російського державного телебачення про Євромайдан "можна схарактеризувати як оманливі, а інколи відверто дивні". Видання стверджувало що "російські телерепортери не шкодували зусиль, щоб зобразити протестувальників як орду хуліганів, яка фінансується Заходом, щоб повалити Януковича та посіяти хаос в Україні". Наприклад, 1 грудня на телеканалі Росія-1 вийшов в ефір восьмихвилинний репортаж, який не містив інтерв'ю та майже ніяких додаткових кадрів. Репортер заявив, що ситуація в Києві є чистою "анархією", додавши, що вулиці небезпечні, особливо для росіян, і заявив, що протести організовані західними країнами. На цьому ж каналі Дмитро Кисельов (який під час протестів став головою державного інформаційного агентства) 8 грудня охарактеризував братів Кличко як "гей-ікони". Були зроблені спроби пов’язати нібито "ранній секс у 9-річному віці в Швеції" і зростання кількості абортів з європейською інтеграцією. Також під час шоу на цьому каналі було заявлено, що протести були організовані Швецією, Польщею та Литвою, "оскільки вони все ще змирились із перемогою Росії в Полтавській битві 1709 року".
Російський державний Перший канал повідомив, що на мітингу 8 грудня з'явилося лише "кілька сотень людей" і протести "вимирають", коли насправді в мітингу взяти участь близько 500 000 людей. Повідомлялося, що російські репортери в Києві вирішили використовувати мікрофони без логотипів телеканалів чи радіостанцій, щоб приховати приналежність до них.
Перший канал порівнював ситуацію в Україні із ситуацією в Югославії, про яку на каналі показувались кадри, супроводжувані похмурою музикою.
Отар Довженко, телеаналітик та професор Українського католицького університету у Львові, пояснив, що "російські ЗМІ не можуть приховувати протести в Україні, тому намагаються їх збити, зробити так, щоб вони виглядали небажаними. Дискредитація протестів в Україні дуже важлива для режиму президента Володимира Путіна. Помаранчева революція 2004 року дала сильне натхнення опозиції в Росії". Він також стверджував, що російські ЗМІ навмисно не кажуть про причини виникнення Євромайдану, який веде український уряд, а зазвичай зосереджуються на іноземних інтересах.
Ведучий Першого каналу та віце-президент Роснафти Михайло Леонтьєв заявив, що "Україна взагалі не є країною, вона є частиною нашої країни".
На російському державному телебаченні політолог Андрій Ілларіонов, колишній радник президента Росії Володимира Путіна, часто обговорював підготовку до військового вторгнення, і заявив, що «Україна це неспроможна держава, і історичний шанс на возз'єднання всіх російських земель може бути втрачений в найближчі пару тижнів, тому ми не повинні відкладати вирішення українського питання».

### Друкована преса
Комсомольська правда 10 грудня помістила на свою головну сторінку заголовок "Україна може розколотися на декілька частин" із картою, що показувала поділ країни на чотири частини. Наступного дня газета вийшла із заголовком на першій шпальті: "Західна Україна готується до громадянської війни".

## Реакція представників шоу-бізнесу
- Петро Верзілов, чоловік Надії Толоконнікової, учасниці панк-гурту Pussy Riot, взяв участь в акціях протесту в Києві.[119][120]
- 6 грудня 2013 року протести в Києві відвідала Гейден Панеттьєр, американська акторка та наречена Володимира Кличка.[121]
- Білоруський рок-гурт Ляпис Трубецкой виступав для протестувальників на Майдані Незалежності в Києві.
- Джордж Клуні, американський актор, кінорежисер, продюсер та сценарист, 9 грудня опублікував однохвилинний відеозапис на підтримку Євромайдану в Україні.[122]
- Арнольд Шварценеггер, американський актор і політик, 24 січня 2014 року опублікував на YouTube відеозапис на підтримку Євромайдану в Україні.[123]
- Джаред Лето, американський актор, фронтмен рок-гурту Thirty Seconds to Mars під час свого виступу 2 березня 2014 року на церемонії отримання Оскара, висловив підтримку Україні.[124]